# زبان اشاره سوئیسی-آلمانی
زبان اشاره سوئیسی-آلمانی، زبان اشاره‌ای است که توسط ناشنوایان و کم شنوایان، در مناطق آلمانی‌زبان سوئیس و همچنین لیختن‌اشتاین استفاده می‌شود.